# Idmidronea incrastata
Idmidronea incrastata är en mossdjursart som först beskrevs av Okada 1928.  Idmidronea incrastata ingår i släktet Idmidronea och familjen Tubuliporidae. Inga underarter finns listade i Catalogue of Life.